# لاجئو الروهينغا في الهند
بعد عقود من الاضطهاد العرقي والديني في ميانمار الذي بلغ أوجه في حملة الإبادة الجماعية التي شنها الجيش عام 2017، اضطر مئات آلاف الروهينغا المسلمين للجوء في دول أخرى، بما في ذلك ماليزيا وإندونيسيا والهند. يعيش حوالي 40 ألف لاجئ من الروهينجا في مدن ومناطق مختلفة في الهند. وهم يعيشون قلقا كبيرا خشية إعادتهم إلى ميانمار.

## احصاءات
يعيش حوالي 40,000 لاجئ من الروهينغا في مخيمات وأحياء فقيرة في مدن ومناطق مختلفة في الهند، بما في ذلك جامو وحيدر أباد ونوح ودلهي، ومعظمهم لا يحملون وثائق. لجأ 5000 من الروهينغيا إلى جامو بعد الحملة العسكرية على مسلمي الروهينغيا عام 2017، حيث يعيشون في منازل مؤقتة أو أكواخ.

## اعتقالات جامو
بعد حملة القمع العسكري ضد مسلمي الروهينغيا في عام 2017، لجأ ما يقرب من 5000 من الروهينغيا إلى جامو. في عام 2021، احتجزت السلطات في جامو أكثر من 160 لاجئًا بهدف ترحيلهم إلى ميانمار. أثارت عائلات هؤلاء اللاجئين مخاوف بشأن الظروف الخطيرة في ميانمار، لا سيما في أعقاب انقلاب ميانمار عام 2021.
بعد وصول حزب بهاراتيا جاناتا إلى السلطة في عام 2014، نمت المشاعر المعادية للروهينغيا في الهند، حيث حث قادة الحزب على طرد الروهينغيا من البلاد. وكان هناك تصاعد في أعمال العنف ضد المسلمين. وفي جامو ومناطق أخرى، كان هناك ما لا يقل عن أربعة حرائق منفصلة في مخيمات الروهينجا في عام 2021. بعد اندلاع حريق في مخيم للروهينجا في العاصمة نيودلهي في عام 2018، اعترف زعيم شباب من حزب بهاراتيا جاناتا بإضرام النار في الأكواخ على تويتر، قائلاً: «أحسنتم أبطالنا … نعم، لقد أحرقنا منازل إرهابيي الروهينجا».
تصدر المفوضية السامية للأمم المتحدة لشؤون اللاجئين في الهند بطاقات هوية للاجئين المسجلين بهدف حمايتهم من الاعتقال والترحيل التعسفي.
غير أن الهند تقول إنها لا تعترف بهذه البطاقات وقد رفضت ما تقوله الأمم المتحدة من أن ترحيل الروهينجا يعرضهم للخطر. وهذه البطاقات لا توفر حماية من الاحتجاز وأنها تعمل فقط لتوفير الوصول إلى الخدمات. وفي أحسن الأحوال، تحمي من الإجراءات العقابية.
أطلق قادة حزب بهاراتيا جاناتا حملات تطالب بطرد جميع الروهينغيا.

## أنظر أيضا
- حريق مخيم اللاجئين الروهينجا
- أزمة لاجئي الروهينجا عام 2015